# Schindler (empresa)

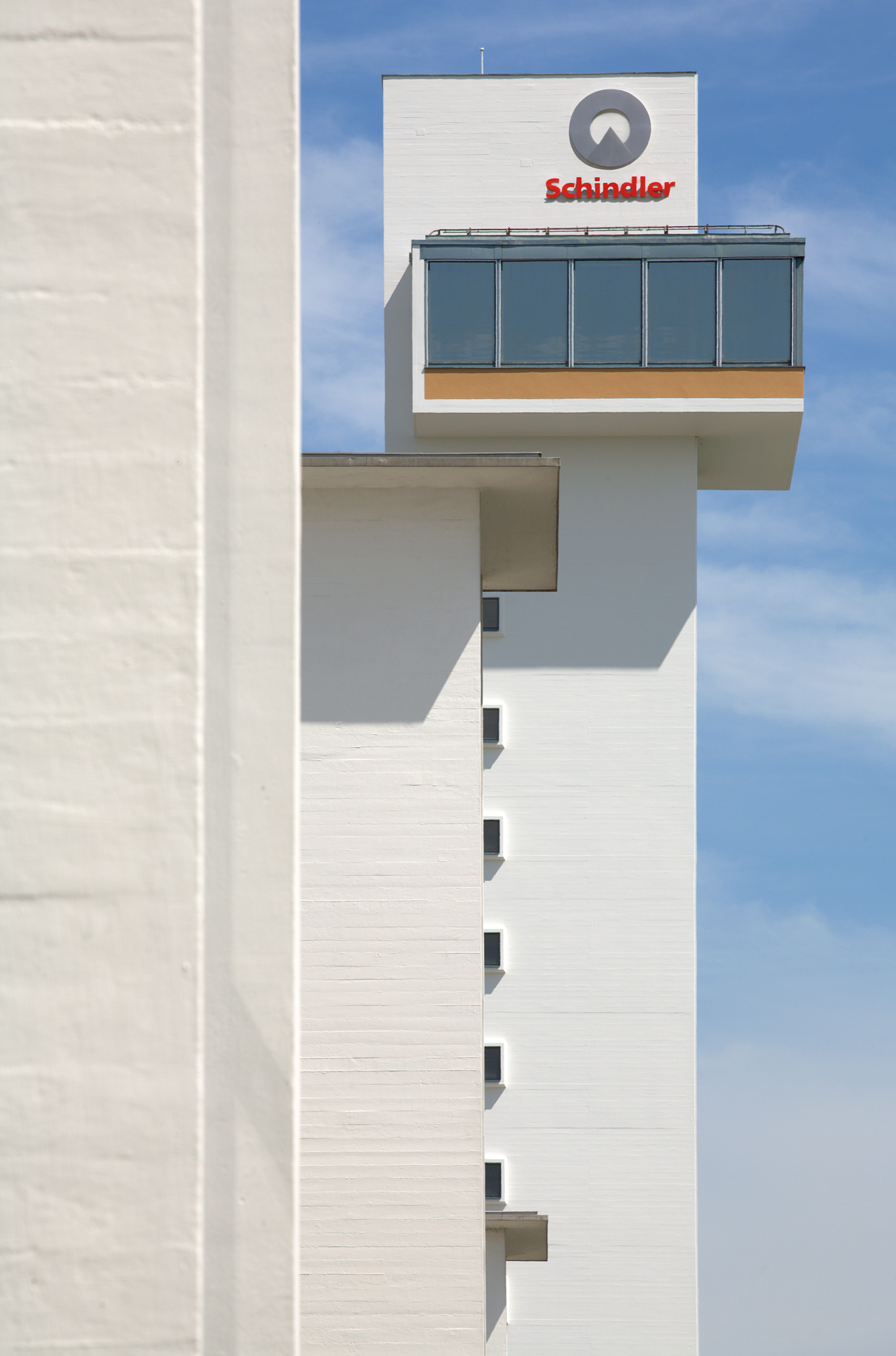
Torre de pruebas en la sede central en Ebikon, Suiza.

Schindler Aufzüge AG, perteneciente al Schindler Holding, es una empresa suiza con sede en Ebikon, en el Cantón de Lucerna dedicada a la fabricación de ascensores y escaleras mecánicas. La empresa cotiza en la bolsa de valores suiza.
La empresa, fundada en 1874 en Suiza da empleo a más de 60.000 personas en todo el mundo y cuenta con más de mil puntos de venta en los 5 continentes.
Schindler es el mayor fabricante del mundo de escaleras mecánicas y el segundo fabricante de ascensores por detrás de su rival estadounidense Otis Elevator Company. Schindler desplaza cada día a más de 900 millones de personas con sus sistemas de movilidad.

## Historia
La empresa fue fundada en 1874 de la mano de Robert Schindler en Lucerna y comenzó en 1889 con la fabricación de ascensores. En 1906 se fundó en Berlín, Alemania, la primera sucursal en el extranjero y en 1937 se crearía la primera sucursal transatlántica en Brasil.
En 1925 Se protege y afina el logotipo «Schindler 1874» que se utilizara desde 1910. En 1929 se crea el Holding «Pars Finanz» como sociedad corporativa y en 1936 se instala la primera escalera mecánica. En 1957 la empresa se traslada desde Lucerna a la nueva planta en Ebikon y en 1960 Pars Finanz adquiere la empresa suiza Schweizerische Wagons- und Aufzügefabrik (SWS), así como su marca «Schlieren». En 1961 la filial SWS fabrica el primer ascensor del mundo controlado por transistores.
En 1970 Pars Finanz se transforma en Schindler Holding y cuatro años más tarde, en 1974 crea una joint venture en Asia, Jardine Schindler Group. En 1980 Primera Joint venture de una empresa industrial occidental en China: CSE China Schindler Elevators. En 1985 Nueva identidad corporativa con 3 bandas verticales de color rojo y en 1989 Se adquiere al competidor de ascensores y escaleras mecánicas estadounidense Westinghouse Electric Corporation.
El 25 de enero de 1991 se produce un grave incendio en la planta y la torre de pruebas en Ebikon. 
En 1993 Schindler pasa a ser el primer fabricantes de escaleras mecánicas del mundo y en 1997 se introduce el sistema «Schindler Mobile» (la propulsión se monta bajo la cabina). En 1998 se introduce el Schindler «Smart MRL» (ascensor sin cuarto de máquinas) y una año más tarde se adquieren las empresas Atlas (Brasil) y Haushahn (Alemania).
En 2000 se lanza la primera soga artificial totalmente sintética («Schindler Aramid») y en 2006 se crea una nueva identidad corporativa con un logo «Schindler 1874» más moderno. En 2009 se adquiere la empresa Saudi Elevator Corp
En febrero de 2007 la Comisión Europea multó con una suma récord a Schindler y a otros cuatro fabricantes de ascensores por actuaciones de cartel. La comisión estableció que entre 1995 y 2004 las 5 empresas se repartieron pedidos según su cuota de mercado. Schindler anunció el 21. de febrero posterior la rescisión de los buses.